# Jörgen Pääjärvi
Ulf Jörgen Pääjärvi (* 10. März 1969 in Malmberget) ist ein ehemaliger schwedischer Freestyle-Skier. Er startete in der Buckelpisten-Disziplin Moguls.

## Werdegang
Pääjärvi, der für den Kiruna BK startete, trat international erstmals bei den Internationalen Jugendmeisterschaften 1987 in Suomutunturi in Erscheinung, wobei er den siebten Platz errang und nahm im Februar 1989 in La Clusaz erstmals am Weltcup teil. Dort sprang er auf den 44. Platz. In der Saison 1990/91 erreichte er mit dem zehnten Platz in Pyhätunturi seine erste Top-Zehn-Platzierung im Weltcup und bei den  Weltmeisterschaften 1991 in Lake Placid den sechsten Platz. Nach den Plätzen 27 und 14 zu Beginn der Saison 1991/92, holte er in Piancavallo seinen einzigen Weltcupsieg und belegte mit drei weiteren Top-Zehn-Platzierungen den 32. Platz im Gesamtweltcup sowie den achten Rang im Moguls-Weltcup. Beim Saisonhöhepunkt, den Olympischen Winterspielen 1992 in Albertville, wurde er Sechster. In der Saison 1992/93 kam er im Weltcup siebenmal unter die ersten Zehn und belegte damit den 23. Platz im Gesamtweltcup sowie den fünften Rang im Moguls-Weltcup. Dabei errang er in Le Relais sowie in Oberjoch jeweils den zweiten Platz und sprang zudem bei den Weltmeisterschaften 1993 in Altenmarkt-Zauchensee erneut auf den sechsten Platz. In seiner letzten Saison als aktiver Sportler 1993/94 erreichte er mit vier Top-Zehn-Platzierungen, darunter Platz drei in Lake Placid den 29. Platz im Gesamtweltcup und den sechsten Rang im Moguls-Weltcup. Beim Saisonhöhepunkt, den Olympischen Winterspielen 1994 in Lillehammer, wurde er Fünfter.

## Erfolge

### Olympische Spiele
- 1992 Albertville: 6. Platz Moguls
- 1994 Lillehammer: 5. Platz Moguls

### Weltmeisterschaften
- 1991 Lake Placid: 6. Platz Moguls
- 1993 Altenmarkt: 6. Platz Moguls

### Weltcupsiege
Pääjärvi nahm an 41 Weltcups teil und erreichte 16 Top-Zehn-Platzierungen sowie vier Podestplatzierungen.
| Datum             | Ort         | Land    | Disziplin |
| ----------------- | ----------- | ------- | --------- |
| 17. Dezember 1991 | Piancavallo | Italien | Moguls    |

### Weltcup-Gesamtplatzierungen
| Saison  | Gesamt | Gesamt | Moguls | Moguls |
| Saison  | Punkte | Platz  | Punkte | Platz  |
| ------- | ------ | ------ | ------ | ------ |
| 1990/91 | 6      | 70.    | 45     | 24.    |
| 1991/92 | 14     | 32.    | 114    | 8.     |
| 1992/93 | 71     | 23.    | 640    | 5.     |
| 1993/94 | 65     | 29.    | 520    | 6.     |